# Eugenia yangambensis
Eugenia yangambensis är en myrtenväxtart som beskrevs av Gerda Jane Hillegonda Amshoff. Eugenia yangambensis ingår i släktet Eugenia och familjen myrtenväxter.
Artens utbredningsområde är Kongo-Kinshasa. Inga underarter finns listade i Catalogue of Life.